# Fehérajkú szarvas
A fehérajkú szarvas vagy Thorold-szarvas (Cervus albirostris) az emlősök (Mammalia) osztályának párosujjú patások (Artiodactyla) rendjébe, ezen belül a szarvasfélék (Cervidae) családjába és a szarvasformák (Cervinae) alcsaládjába tartozó faj.

## Rendszertani besorolása
Legelőször ezt a szarvasfajt a Cervus nembe helyezték, a Przewalskium alnem tagjaként, de később az alnemet nemi rangra emelték. Azonban a genetikai kutatások azt mutatták, hogy a Cervusok közül való kivonása elhamarkodott volt, és a fehérajkú szarvas, valójában igazi Cervus-faj, így visszakerült a korábbi nemébe.
Korábban a Przewalskium emlősnem egyetlen fajaként volt számontartva. Nincsenek alfajai.

## Előfordulása

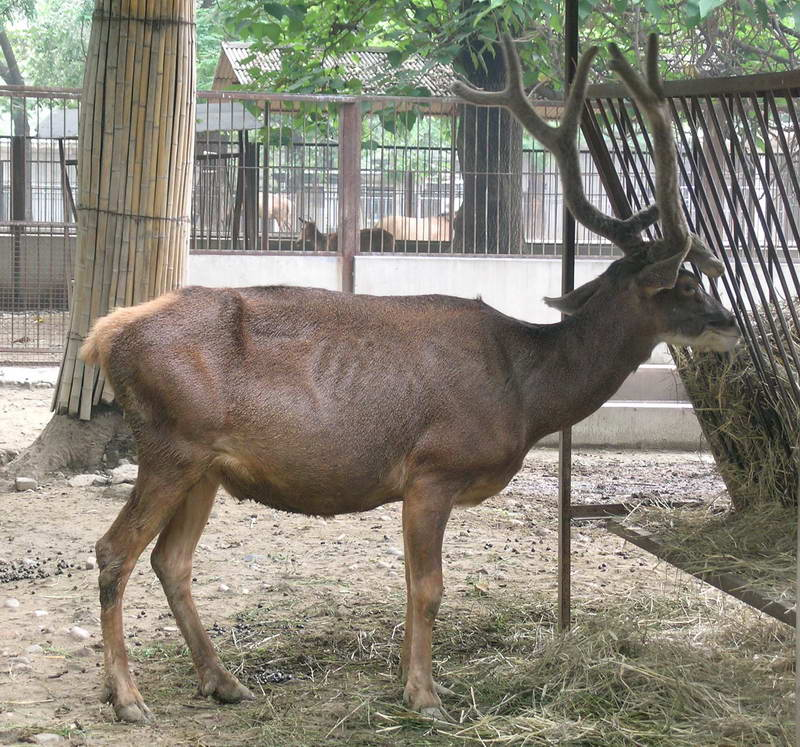
Fehérajkú szarvas bika

A fehérajkú szarvas a magas és hideg Tibeti-fennsík füves pusztáin él. Ez a fennsík Kelet-Tibet és Csinghaj tartományban helyezkedik el. Ez az állat azt a nichet tölti be, amelyet a tibeti vapiti (Cervus canadensis wallichii) Tibet többi részén. Az állatot először Nyikolaj Mihajlovics Przsevalszkij írta le 1883-ban. A Thorold nevet W.G. Thoroldról kapta, aki először tartott fehérajkú szarvasokat. Abban az időben körülbelül 100 állat élt az állatkertekben és 50 000-100 000 a vadonban. Az 1998-ból származó adatok szerint, körülbelül 7000 példány élt a vadonban. 2011-ben pedig több mint 100 fehérajkú szarvast tartottak a világ állatkertjeiben.

## Megjelenése
Az állat a legnagyobb szarvasfélék közé tartozik, hossza 2 méter, testtömege 230 kilogramm. Nevét onnan kapta, hogy ajka körül fehér körvonal van. Az agancs mindkét főágán öt-öt kiság található, a főág 1,3 méter hosszú. Az agancs felépítése hasonló a vapitiéra (Cervus canadensis), csak kevesebb kis ágat tartalmaz. Mint a vapiti a fehérajkú szarvas is inkább legelő állat. Fülei nagyok, marja púpos. Nagy tükrén kis farok ül. Születésükkor a borjak nem pettyesek.

### Fordítás
- Ez a szócikk részben vagy egészben  a   Thorold's deer című angol Wikipédia-szócikk ezen változatának fordításán alapul.  Az eredeti cikk szerkesztőit annak laptörténete sorolja fel. Ez a jelzés csupán a megfogalmazás eredetét és a szerzői jogokat jelzi, nem szolgál a cikkben szereplő információk forrásmegjelöléseként.